# Stelling Minnis
Stelling Minnis är en ort och civil parish i grevskapet Kent i sydöstra England. Orten ligger i distriktet Folkestone and Hythe, cirka 13,5 kilometer nordväst om Folkestone och cirka 11 kilometer söder om Canterbury. Civil parishen hade 551 invånare vid folkräkningen år 2021.